# Futari wa Pretty Cure
Futari wa Pretty Cure (ふたりはプリキュア, Futari wa Purikyua) est un anime japonais de type magical girl produit par le studio Toei animation et diffusé au Japon par Animax, TV Asahi et Asahi Broadcasting Corporation. C'est la première série dans la franchise Pretty Cure, créée par Izumi Todo. La série est regardée majoritairement par des élèves des écoles élémentaires et secondaires au Japon ; elle est aussi diffusée à travers le monde. La série originale Pretty Cure, dirigée par Daisuke Nishio, fut diffusée du 1er février 2004 au 30 janvier 2005. Une suite directe, Futari wa Pretty Cure Max Heart (ふたりはプリキュア, Max Heart Futari wa PuriKyua Makkusu Hāto) ou simplement Max Heart, commença au Japon le 6 février 2005 et se termina le 29 janvier 2006. Deux films Max Heart ont été mis en vente respectivement en avril 2005 et décembre 2005.
Le thème de la série tourne autour du yin et du yang, qui explique la relation entre Nagisa et Honoka qui essaient de travailler ensemble en tant que Pretty Cure.
En France, la série a été diffusée sur Boing.

## Synopsis
La première histoire tourne autour de deux filles, Misumi Nagisa et Yukishiro Honoka, qui rencontrent Mipple et Mepple, deux fées du Jardin de Lumière. Ces fées leur donnent les moyens de lutter contre les forces de Dark Zone : une dimension du mal qui a envahi le Jardin de Lumière et qui est maintenant en train de faire la même chose au Jardin des Arc-en-ciel, la Terre. La quête initiale de la série était que Cure Black et Cure White cherchent les Prism Stones, et les placent dans le Prisl Hopish. L'Hopish est protégé par le Gardien, Wisdom. Une fois qu'elles ont découvert toutes les Prism Stones, leurs pouvoirs les conduisent au Jardin de Lumière, où les dommages causés par la Dark Zone sont effacés par le pouvoir des Prism Stones. Plus tard dans la série, Porun, le Prince du Jardin de Lumière donne aux Pretty Cure un nouveau pouvoir, les bracelets Arc-en-ciel pour vaincre Dark King.
Pretty Cure Max Heart reprend l'histoire de Nagisa et d'Honoka au moment où elles rencontrent la mystérieuse Kujou Hikari, se révélant être la « vie » de la Reine ; celle-ci n'a aucun souvenir de sa vie antérieure ni de ses pouvoirs qui sont sous la forme d'« Heartiel ». Mais quand le duo de Pretty Cure tente de trouver les Heartiels, les revenants de la Dark Zone protègent un garçon suspecté d'être la « Vie » de Dark King. Cure Black et Cure White vont se battre de nouveau contre leurs ennemis avec l'aide d'Hikari sous la forme de Shiny Luminous.

## Personnages

### Pretty Cures (avec Shiny Luminous)
Nagisa Misumi (美墨なぎさ, Misumi Nagisa) / Cure Black (キュア・ブラック, Kyua Burakku)
Doublée par : Yōko Honna
Elle a les cheveux courts châtains marron clair et les yeux bruns. Elle semble garçon manqué mais elle a beaucoup de peluches et est en fait très timide.
Nagisa est une étudiante de deuxième année (troisième dans la saison 2) à la Private Verone Academy Sakure Class ; elle est l'ace de l'école dans l'équipe de crosse. Elle est aussi une amie proche de Akane Fujita, ancienne joueuse de crosse qui a ouvert son propre stand de Takoyaki. Elle a un cœur fort, bien qu'elle soit plutôt paresseuse quand il s'agit de faire ses devoirs. Elle est également une amoureuse de la nourriture, son repas préféré étant les takoyakis servis au stand d'Akane. Bien que généralement courageuse, elle deviendra nerveuse quand elle sera près de Shougo, dont elle est amoureuse. Elle est assez connue pour sa phrase « Impossible ! » (ありえな～い! Ariena~i). En Cure Black, elle est forte et passionnée. Elle se présente comme « l'émissaire de la Lumière, Cure Black ! (光の使者, キュア・ブラック! Hikari no shisha, Kyua Burakku!) ». Son nom anglais est Nathalie mais on l'appelle Nat'.
Honoka Yukishiro (雪城ほのか, Yukishiro Honoka) / Cure White (キュア・ホワイト, Kyua Howaito)
Doublée par : Yukana
Les cheveux noirs aux reflets bleutés longs et des yeux bleus. Très intelligente, Honoka est vraiment une fille calme qui est dans la classe de Nagisa pendant ses seconde et troisième années de collège. Elle vit avec sa grand-mère Sanae et son chien Chuutaro, car ses parents sont toujours en train de travailler de par le monde. Elle sait beaucoup de choses et est parfois surnommée « La Reine du Savoir ». Elle est dans le club de science, où elle est respectée par les autres. Honoka n'a pas beaucoup d'amis, mais le peu qu'elle a semble être vraiment proche avec elle, et elle apprécie l'amitié qui la lie à Nagisa. Sous la forme de Cure White, elle est agile et gracieuse. Elle se présente comme « L'émissaire de la Lumière, Cure White ! » (光の使者, キュア・ホワイト! Hikari no shisha, Kyua Howaito!) Son nom en anglais est Hanna.
Hikari Kujou (九条ひかり, Kūjō Hikari) / Shiny Luminous (シャイニ・ルミナス, Shaini Ruminasu)
Doublée par : Rie Tanaka
Une timide fille blonde qui apparaît seulement dans Max Heart. Elle est la « vie de la Reine » sous forme humaine après que la Reine s'est  fait battre par Dark King. Elle devient la cousine d'Akane et travaille à son stand de takoyakis, puis entre en première année dans la même école que les Pretty Cure, et devient amies avec elles. Elle gagne plus tard la possibilité de devenir Shiny Luminous grâce à Porun, et ensuite de gagner plus de pouvoir grâce à Lulun. Même si elle n'a pas beaucoup de force ou d'habileté au combat, elle peut utiliser ses capacités pour entraver ses adversaires et améliorer les attaques de Black et de White. Elle se présente comme « La vie étincelante, Shiny Luminous ! » (輝く命, シャイニ・ルミナス! Kagayaku inochi, Shaini Ruminasu!)

### Le Jardin de Lumière
Mepple (メップル, Meppuru)
Doublé par : Tomokazu Seki
Mepple est le protecteur de la Princesse de l'Espoir qui permet à Nagisa de se transformer en Cure Black. Il est en couple avec Mipple et est souvent ennuyé quand Porun détourne l'attention de Mipple loin de lui. Il dérange souvent Nagisa pour le nourrir ou pour l'embêter. Il vit chez Nagisa et finit ses phrases par « mepo ». Mipple et Mepple peuvent seulement rester dans leur vraie forme pendant un temps limité avant d'être fatigués, donc pour économiser de l'énergie, ils prennent une forme ressemblant à un téléphone portable.
Mipple (ミップル, Mippuru)
Doublée par : Akiko Yajima
Mipple est la Princesse de l'Espoir du Jardin de Lumière. Elle, comme Honoka, est généralement plus réservée que son homologue masculin. Elle est toujours proche de Porun, quand il arrive dans la série, ce qui cause des problèmes entre elle et Mepple. Elle habite chez Honoka et finit ses phrases par « mipo ». L'attitude de Mepple l'ennuie quand celui-ci est énervé contre Porun.
Porun (ポルン, Pollun)
Doublé par : Haruna Ikezawa
Porun est le Prince du Jardin de Lumière. Il est envoyé sur Terre après que les Pretty Cure ont rassemblé toutes les Prism Stone. La Reine lui donne une énigme sur ses pouvoirs pouvant aider les Pretty Cure. Plus tard, quand Wisdom sera en danger, Wisom placera les pouvoirs des Pierres Arc-en-Ciel en Porun, à son insu. Cela lui donne la possibilité de rester dans sa forme normale ainsi que la capacité de communiquer avec différentes personnes du Jardin de Lumière. Quand il communique avec elles, il devient ce qui ressemble une console de jeu et tout le monde peut entendre ce qu'il est dit et communiquer. Il donne également aux Pretty Cure les Bracelets Arc-en-Ciel. Il a tendance à être extrêmement égoïste et pense seulement à lui-même. Il est plutôt puéril et a beaucoup d’énergie. Il peut être un peu ennuyant et l'est définitivement quand Mepple veut être seul avec Mipple. Pourtant, il est lui-même ennuyé quand Lulun veut jouer avec lui. Il vit le plus souvent avec Nagisa pendant la première saison, puis avec Hikari dans Max Heart. Il finit ses phrases avec le suffixe « popo ».
Lulun (ルルン, Rurun)
Doublée par : Asuka Tanii
La Princesse de la Lumière qui peut connecter le futur qui apparaît dans Max Heart. Elle considère Porun comme son Grand-Frère et est toujours en train de l'ennuyer. Lulun peut donner la Heartiel Broach à Shiny Luminous. Elle finit ses phrases par « lulu ».
Queen (クイーン, Kuīn)
Doublée par : Kaya Matsutani
La souveraine du Jardin de Lumière(光の園, Hikari no Sono), le royaume protégé par le pouvoir des Prism Stones. Elle apparaît comme une grande femme CGI assise dans un trône, bien qu'elle soit facilement dépassée par Dark King. Elle a déclaré être impressionnée par le courage de Pretty Cure et les aide quand elle le peut. Elle semble toujours fermer les yeux. Pendant Max Heart, la Reine est séparée entre Hikari et les Heartiels.
Wisdom (ウィズダム, Wizudamu)
Doublé par : Taiki Matsuno
Wisdom, souvent simplement appelé le Gardien(番人, Bannin), est celui qui protège les Prism Stone, résidant dans le Prism Hopish.
L'ancien (長老, Choro)
Doublée par : Hiroshi Naka
Un vieux sage qui habite au Jardin de Lumière. Malgré sa sagesse, il oublie souvent le nom d'Honoka et de Nagisa et préfère les appeler Pretty Cura.
Heartiels (ハーティエル, Hātoieru)
Les Heartiels sont 12 fées qui sont l'incarnation de la volonté de la Reine. Les Pretty Cure rassemblent les Heartiels et les placent dans le Queen Chairect, un objet qui représente le cœur de la Reine, dans l’espoir de faire revivre la Reine. Quand les Pretty Cure veulent qu'un Heartiels sorte du Queen Chairect et les aide, Seekun tourne la molette et laisse sortir un Heartiel. 
- Seekun (シークン, Shīkun, Seek) : Le premier des Heartiels découvert, représentant le sens d'aventure et de découverte de la Reine. Elle pose beaucoup de questions et semble relativement naïve sur le monde. Quand les Pretty Cure ont besoin de l'aide d'un autre Heartiel, c'est le travail de Seekun de faire sortir l'Heartiel du Quenn Chairect. Elle est le dernier Heartiel à entrer dans le Queen Chairect. Son symbole dans le charect est un télescope. Elle semble préférer Nagisa, comme elle aime passer plus de temps avec elle qu'avec Honoka. Doublée par : Ai Nagano
- Passion (パション, Pashoin, Passion) a parfois été vu voler avec une colombe blanche dans certains épisodes. Son symbole dans le chairect est une torche. Son pigeon atterrit toujours sur la tête de Nagisa. Doublé par : Kokoro Kikuchi
- Harmonin (ハーモニン, Hāmonin, Harmony) : Première apparition dans l'épisode 9, mais rencontre les Pretty Cure dans l'épisode 10. Elle est souvent vue avec un coffre à trésors. Son symbole dans le chairect est le coffre à trésors.
- Pyuran (ピュアン, Pyuan, Purity): Son symbole dans le chairect est un flocon de neige. Doublée par : Rika Komatsu
- Inteligen (インテリジェン, Interijen, Intelligence) : C'est la seule Heartiel qui s'est vu confier le Livre de la Sagesse. Dans l'épisode 22, elle aide les Pretty Cure à trouver une solution pour pouvoir s'opposer aux pouvoirs de Baldes avec l'aide du Livre de la Sagesse. Au départ, elle n’aimait pas Nagisa, mais elle développera un lien avec Nagisa, après avoir vu son cœur Pur. Son symbole dans le chairect est un livre. Doublée par : Mayuko Kobayashi
- Wishun (ウィシュン, Wishun, Wish) : Son symbole dans le chairect est un miroir. Doublée par : Yukiko Hanioka
- Hopun (ホープン, Hōpun, Hope) : Son symbole dans le chairect est une clé. Doublé par : Yusuke Numata
- Braven (ブレイブン, Bureibun, Bravery) : Première apparition dans la fin de l'épisode 31. Son symbole dans le chairect est une couronne. Doublée par : Mari Adachi
- Prosen (プロスン, Purosen, Prosperity) : Son symbole dans le chairect est une poire. Doublé par : Masato Amata
- Happinen (ハピネン, Hapinen, Happiness) : Son symbole dans le chairect est une cloche. Doublée par : Sawa Ishige
- Lovelun (ラブラン, Raburun, Love) : Son symbole dans le chairect est un anneau. Doublée par : Oma Ichimura
- Eternalun (エターナルン, Etānarun, Eternal) : Son symbole dans le chairect est une montre de poche. Doublé par : Fumie Mizusawa

### Dark Zone
Les méchants de la première saison qui viennent de Dark Zone (ドツクゾン, Dotsukuzon), qui est le royaume des ténèbres dirigé par Dark King.
Dark King (ジャアクキング, Jāku Kingu)
Doublé par : Kenichi Ono
Le dirigeant emprisonné de Dark Zone, de forme humanoïde qui semble sortir du sol. Il est très grand et musclé avec des yeux rouges et des bras extrêmement longs. Il n'a pas l'air de porter des vêtements. Il veut acquérir les Prism Stone pour empêcher le « pouvoir de consumer toute chose » de détruire son corps, et pour devenir immortel—il croit que c'est le sort de toutes les choses d'être consommées par les ténèbres. Comme la Reine du Jardin de Lumière, Dark King est animé en CGI.
Zakennah (ザケンナー, Zakennā)
Doublé par : Hitoshi Kamibeppu (ép 1-22), Shi Takichi (ép 23 et plus)
Les Zakennah sont de larges et violets monstres qui sont commandés par les servants de Dark Zone. Ces monstres se combinent avec des objets ou des choses en vie pour se battre contre les Pretty Cure. Quand ils sont vaincus par une attaque purifiante, ils explosent en nombreuses petites étoiles nommées Gomennah (ゴメンナー, Gomennā), dérivés du mot 'désolé', qui s'enfuient en s'excusant. Les Zakennah ressemblent fortement au Roi des ombres dans le royaume des couleurs.

#### Dark Five
Les premiers serviteurs de Dark King.
Pisard (ピーサード, Pīsādo)
Doublé par : Hiroki Takahashi (Japanese)
Le premier des Dark Five à apparaître. Pisard peut faire penser à un membre de KISS, mais en regardant plus près, il ressemble plus à un acteur de Kabuki avec un "keshō" ("maquillage"), avec de longs cheveux et une figure peinturée. Il fait quelque peu penser à Cedric des witch.
Gekidrago (ゲキドラーゴ, Gekidorāgo)
Doublé par : Kōji Ishii
L'homme fort des Dark Five, large et musclé avec une tête ressemblant à un Moaï. Il agit plus avec ses muscles qu'avec son cerveau. Ayant facilement la plus grande force du groupe, Gekidrago peut prendre de plein fouet un Marble Screw et être seulement sonné pendant quelques minutes. Il finit souvent ses phrases par « -Muka »
Poisonny (ポイズニー, Poizunī)
Doublée par : Sakiko Uran
La seule femme des Dark Five. Au lieu de faire de l'apparition d'un Zakenna un grand spectacle comme Pisard et Gekidorago, elle claque seulement des doigts et est beaucoup plus discrète à ce sujet. Elle prend souvent une apparence humaine pour gagner la confiance des filles avant d'attaquer. Dans sa vraie forme, elle ressemble à un vampire : elle est pâle, porte une longe robe rouge et noire et une cape, a des crocs, des yeux jaunes et rouges et de long cheveux rouges.
Kiriya (キリヤ, Kiriya)
Doublé par : Reiko Kiuchi
Le plus jeune membre de Dark Five, est le frère de Poisonny, il vient au Jardin Arc-en-Ciel (Terre) pour espionner Nagisa et Honoka, il réussit à infiltrer leur école en se faisant passer pour un étudiant transféré et finit par devenir ami avec elles, en développant de l'amour pour Honoka après que celle-ci a montré de la gentillesse envers lui. Plus tard, quand il commencera à avoir des sentiments pour Honoka et à comprendre les émotions humaines, il se retrouvera dans l'incapacité de se battre contre le duo de Pretty Cure. Cet acte le fait retourner de force à Dark Zone, non sans avoir donné sa Prism Stone aux Pretty Cure. Après la défaite de Dark King, Kiriya redevient un humain normal et mène une vie tout aussi normale.
Ilkubo (イルクーボ, Irukūbo)
Doublé par : Issei Futamata
Le plus puissant des Dark Five et le bras-droit de Dark King. Il peut bloquer le Marble Screw juste avec sa main, comme beaucoup d'autres attaques, mais sa force n'est pas aussi grande que celle de Gekidrago, comme une attaque directe peut le blesser. Il apparaît une première fois su Terre, mais il se battra sérieusement avec les filles qu'après le retour de Kiriya à Dark Zone. Il est battu dans l'épisode 24 mais refait un come-back dans l'épisode 25 dans lequel il emmène les Pretty Cure à Dark Zone dans une forme plus monstrueuse et puissante. Il est grand, pâle et chauve avec des oreilles pointus et des ????? qui ressemblent à ceux de Kiriya. Il porte une robe blanche et tient une sphère violette.

#### Tree Seeds of Darkness
Quand les Dark Five sont vaincus, de nouveaux ennemis apparaissent : les Trois Griffes des Ténèbres. Les Griffes des Ténèbres sont rejoints par Macaw, leur oiseau ; et les Bulter Zakenna (執事ザケンナー). Les butlers sont comiques car ils sont idiots et ont tendance à se battre entre eux. Cependant, contrairement aux autres Zakenna, ils parlent le langage humain, utilisant »-zakenna » pour finir leurs phrases. Le grand Zakenna est décontracté et maladroit, tandis que le petit Zakenna est prompt à la colère.
Belzei Gertrude (ベルゼイ・ガートルード, Beruzei Gātorūdo)
Doublé par : Tomomichi Nishimura
Le leader du groupe. Il est conspirateur et sadique. Il est le premier à être vu dans la série imitant un docteur. Il est capable de faire penser aux gens qu'il est quelqu'un d'autre.
Regine (レギーネ, Regīne)
Doublée par : Rika Fukami
La seule femme du trio. Elle apparaît comme une jolie jeune femme aux cheveux rouges, mais une fois transformée ses cheveux deviennent six boucles. Sous forme humaine, elle a tendance à murmurer deux fois la même chose puis de la crier soudainement, ce qui surprend les gens.
Juna (ジュナ, Jūna)
Doublé par : Yasunori Matsumoto
Le grand jeune homme du trio. Le musclé du groupe, Juna est stoïque et son expression change peu.
Butler Zakenna (執事ザケンナー, Shitsuji Zakennā)
Doublés par : Rika Komatsu et Satoshi Taki
Les Majordomes Zakenna sont des Zakenna intelligents (pas beaucoup) qui s'occupent de la maison où résident les Trois Griffes et les Quatre Gardiens. Ils ne cessent de se disputer à la moindre occasion. Ce sont eux qui s'occupent de Hikaru.

#### Four Guardians
Les Quatre Gardiens sont ce qui reste de Dark Zone, protégeant la « Vie » de Dark King qu'ils vont tenter faire revivre.
Valdess (ヴァルデス, Varudesu)
Doublage : Kenichi Ono
Le plus fort des Quatre Gardiens. Il peut repousser les attaques Marble Screw, Lumious Heatiel Action et Extreme Luminario. De plus, sa vraie forme est l’esprit de Dark King
Circulas (サーキュラス, Sākyurasu)
Doublage : Hitoshi Bifu
Apparaissant comme le « leader » du groupe quand Baldez n'est pas là. Il se chamaille souvent avec Uraganos.
Uraganos (ウラガノス, Uraganosu)
Doublage : Wataru Takagi
Large et borné. Il est maladroit et détruit souvent des choses par accident dû à sa taille et à sa force. Uraganos n'a jamais l'air d'écouter quelqu'un jusqu'au bout de ses phrases, surtout celles de Circulas.
Viblis (ビブリス, Biburisu)
Doublage : Ai Kobayashi
La plus sérieuse du groupe. Elle gronde souvent Uraganos et Circulas quand ils se disputent et est plus intimidante. Elle est du genre à ne jamais s'excuser quand elle a tort.
Le garçon dans la maison (館の少年, Yakata no Shōnen) / Hikaru Kujo (九条 ひかる, Kūjō Hikaru) 
Doublage : Haruhi Terada
Un mystérieux garçon qui est actuellement la « Vie » de Dark King. Il joue souvent à des jeux avec les Majordome Zakennas, mais cherche surtout à s'amuser hors de la maison. Il semble lié à Hikari : de nombreux incidents surviennent quand ils sont face à face. À la fin de la série, le garçon devient le petit frère d'Hikari, Hikaru.

### Autres personnages
Akane Fujita (藤田 アカネ, Fujita Akane)
Doublage : Mikako Fujita
Akane est l'ancienne capitaine de croses de Nagisa qui a ouvert son propre stand de takoyaki, que Nagisa fréquente souvent. Dans Max Heart, elle sert de tuteur à Hikari prétendant être sa cousine, sûrement due à une manipulation de la Reine.
Shougo Fujimura (藤村 省吾, Fujimura Shōgo)
Doublage : Daisuke Kishio
Parfois surnommé 'Fujipi' par ses amis, Shogo est un ami d'enfance d'Honoka et le garçon dont Nagisa est amoureuse. Il est d'un an plus âgé que Nagisa et est un joueur de football dans l'équipe de la Verone Academy. Il trouve parfois du réconfort dans les paroles de Nagisa et a confiance en elle.
Ryouta Misumi (美墨 亮太, Misumi Ryota)
Doublage : Naozumi Takahashi
Le petit frère de Nagisa, qui a l'habitude de l'ennuyer et qui reçoit, en guise de punition, une prise de catch appelée « Cobra Twist ».
Sanae Yukishiro (雪城 さなえ, Yukishiro Sanae)
Doublage : Masako Nozawa, Yuki Matsuoka (jeune)
La grand-mère d'Honoka qui s'occupe d'elle pendant que ses parents travaillent hors du Japon. Elle semble en savoir beaucoup sur les Pretty Cure comme elle a rencontré Mipple dans sa jeunesse, mais garde cela secret vis-à-vis d'Honoka et de Nagisa.

## Attaques
Marble Screw (マーブル・スクリュー, Māburu Sukuryū)
La principale attaque de Cure Black et Cure White, qui combine le Black Thunder et White Thunder et qui fait disparaître les Zakenna.
Rainbow Therapy (レインボー・セラピー, Reinbō Serapī)
Une attaque peu utilisée par Cure Black et Cure White. Cette attaque combine les pouvoirs de leur Black Pulsar et White Pulsar pour former une aura curative qui purifie un objet ou un être humain sous l'influence d'un Zakenna.
Rainbow Storm (レインボー・ストーム, Reinbō Sutōmu)
Une attaque que les Pretty Cure performent avec les Bracelets Arc-en-Ciel donnés par Porun après avoir reçu le pouvoir des Prism Stones. L'attaque lance un puissant arc-en-ciel coloré qui submerge les ennemis.
Marble Screw Max (マーブル・スクリュー・マックス, Māburu Sukuryū Makkusu`)
Une version améliorée du Marble Screw que Cure Black et Cure White sont capables d'utiliser après leur augmentation de pouvoirs dans Max Heart.
Marble Screw Max Spark (マーブル・スクリュー・マックス・スパーク, Māburu Sukuryū Makkusu Supāku)
En utilisant les Bracelets Étincelants, Cure Black et Cure White peuvent encore améliorer la puissance du Marble Screw Max.
Heartiel Action (ハーティエル・アンクション, Hatieru Ankushon)
Un mouvement de support utilisé par Shiny Luminous, où elle augmente la taille de son Heartiel Baton et la lance sur l'ennemi, ralentissant ses mouvements.
Extreme Luminario (エキストリーム・ルミナリオ, Ekisutorīmu Ruminario)
Une attaque combinée exercée par Cure Black, Cure White et Shiny Luminous.

## Média

### Anime
La série originale Futari wa Pretty Cure fut diffusée au Japon entre le 1er février 2004 et le 30 janvier 2005. Le générique de début s'intitule Danzen! Futari wa PreCure (ＤＡＮＺＥＮ！ふたりはプリキュア, Danzen! Futari wa Purikyua) par Mayumi Gojo et le générique de fin est Get You! Love Love?! (ゲッチュウ！らぶらぶぅ？！, Getchū! Rabu Rabu?!) aussi par Gojo. La série suivante, Max Heart a été diffusée au Japon entre le 6 février 2005 et le 29 janvier 2006. L'opening est Danzen! Futari wa Pretty Cure (Max Heart ver.) (ＤＡＮＺＥＮ！ふたりはプリキュア（ｖｅｒ．ＭａｘＨｅａｒｔ）) par Mayumi Gojo. Le premier thème de fin, utilisé pour les épisodes 1-36, est Muri Muri!? Ari Ari!! In jaa Na~i?! (ムリムリ！？ありあり！！ＩＮじゃあな～い？) par Mayumi Gojo avec Young Fresh, et le second, utilisé pour les épisodes 37-47 est Wonder Winter Yatta (ワンダーウィンターヤッタ, Wandā Wintā Yatta) par Gojo.

### Films
Deux films ont été réalisés dans la saison Max Heart. Le premier, Futari wa Pretty Cure Max Heart: The Movie (映画 ふたりはプリキュア ー マックスハート, Eiga Futari wa Purikyua Makkusu Haato), fut diffusé dans les salles de cinéma japonaises le 16 avril 2005. Dans le film, les créatures Round, Square, Marquis, Oval, Heart, Pear et Triliant qui résident dans le Jardin de l'Espoir (希望の園, Kibou no Sono) ont appelé les Pretty Cure pour sauver leur monde d'une sorcière de Dark Zone qui veut prendre le Diamond Line du Jardin de l'Espoir, qui se compose de plusieurs pièces de bijoux portés par la Reine de l'Espoir pour son anniversaire. Ces bijoux, tombés entre de mauvaises mains, peuvent causer la désequilibration du Jardin de l'Espoir, ce qui ferait que tout le reste serait détruit et permettrait donc le retour de Dark King.
Le second film, Futari wa Pretty Cure Max Heart: Friends of the Snow-Laden Sky (映画 ふたりはプリキュア ー マックスハート, Eiga Futari wa Purikyua Makkusu Haato 2: Yukizora no Tomodachi), est sorti dans les salles japonaises le 10 décembre 2005. Dans ce film, Sage fait accidentellement tomber un œuf, contenant un phénix, dans le Jardin Arc-en-ciel. Hikari trouve la créature et la nomme chaleur. Sage trouve finalement Hinata et l'emmène au Jardin des Nuages avec les Pretty Cure et Hikari. Sage explique que c'est un Phénix important car il contribue à la chaleur de tous les mondes. Ils ont besoin d'une bénédiction de la Reine du Jardin de Lumière pour lui assurer une vie en plein santé. Cependant, Frozen et Freezen, contre la chaleur, empêchent le succès de Hinata en la gelant.
Les héroïnes apparaissent également dans tous les films Pretty Cure All Stars, commencés avec Pretty Cure All Stars DX: Everyone's Friends☆the Collection of Miracles! (プリキュアオールスターズDX みんなともだちっ☆奇跡の全員大集合!, PuriKyua Ōru Sutāzu Dirakkusu: Minna Tomodachi☆Kiseki no Zenin Daishūgō).